# Товарищество по совместной обработке земли
Товарищество по совместной обработке земли — первичная, простейшая форма коллективного хозяйствования (ТОЗ, артель, коммуна) в СССР.
Для обозначения, как в литературе так и в обиходе, преимущественно использовалось сокращение ТОЗ или, менее распространённое, ТСОЗ.
Основное отличие от артели и коммуны ТОЗа лежит в степени обобществления средств производства. В ТОЗ орудия и средства производства, принадлежащие крестьянину, не обобществляются, а только совместно используются. Объединяются в единый массив земельные наделы, покосы, выгоны членов ТОЗа. Обработка ведется совместно. Из валового дохода товарищества определённая доля отчисляется в неделимый фонд.
В период полевых работ член ТОЗа обязан предоставить для совместного использования свой инвентарь, сельскохозяйственные машины, рабочий скот, транспортные средства. В конце хозяйственного года, при распределении доходов, владелец средств производства получает за их использование определённую долю дохода. Иначе говоря, распределение доходов в ТОЗ ведется не только по труду, но и по паям, в зависимости от величины предоставленных средств производства. В ТОЗе ещё оставалась частная собственность на основные средства производства.
ТОЗ начали возникать при переходе к НЭП и окончательно были признаны как форма хозяйствования чуть позднее — в 1924 году Наркомземом РСФСР было разработано и утверждено Типовое положение ТОЗа.
Основное своё развитие ТОЗ получили в 1928-29 году в рамках общей направленности действий властей по переходу от индивидуального к коллективному хозяйству на селе.
В июне 1929 года ТОЗы составляли более 60 % всех коллективных хозяйств (на Украине этот процент был ещё выше — более 75 %) (35 % артели и менее 5 % коммуны). С переходом к сплошной коллективизации в статье И. В. Сталина «Головокружение от успехов» они были признаны «пройденной ступенью колхозного движения» . На XVI съезде ВКП(б) (1930), при определении основных принципов колхозного движения, ТОЗы были указаны в качестве основных переходных форм к артели (колхозу) для районов незернового направления и в районах Советского Востока. Первая волна реформирования существовавших ТОЗов в артели (колхозы) была проведена в конце 1930-го - середине 1931 годов. К 1/VI 1933 ТОЗы составляли около 2 % общего числа колхозов. К 1 января 1934 года из 228700 коллективных хозяйств ТОЗов насчитывалось 3430, 3660 были коммунами — остальные были артелями.
С принятием в 1935 году типового Устава сельскохозяйственной артели нового образца оставшиеся ТОЗ стали переходить на устав артели.
К началу 1936 из 250 000 колхозов доля ТОЗов и коммун составляла менее 1 %. К 1938 в СССР они исчезли совсем.